# Georgi Georgijewitsch Winberg
Georgi Georgijewitsch Winberg (russisch Гео́ргий Гео́ргиевич Ви́нберг; * 31. Mai 1905 in Sankt Petersburg, Russisches Kaiserreich; † 23. Juni 1987 in Leningrad), in Publikationen auch als G. G. Vinberg erwähnt, war ein sowjetischer und russischer Limnologe.

## Leben
Winberg war der Sohn eines Verwaltungsbeamten. Im Jahr 1910 zog die Familie nach Moskau um. Nach Abschluss der Sekundarschule im Jahr 1922 schrieb er sich an der Fakultät für Chemie und Pharmazie der Zweiten Moskauer Universität ein und wechselte 1924 an die Abteilung für Biologie der Fakultät für Physik und Mathematik der Lomonossow-Universität Moskau. Als Student begann Winberg seine Forschungstätigkeit an der Biologischen Station von Bolschewo und später an der hydrophysiologischen Station von Swenigorod. Im Jahr 1927 schloss er sein Studium an der Moskauer Universität mit einem Master of Science in physikalisch-chemischer Biologie ab. Winberg setzte unter der Leitung von Nikolai Konstantinowitsch Kolzow seine postgraduale Ausbildung am Institut für Zoologie der Staatlichen Universität Moskau und am Institut für experimentelle Biologie, das dem Volkskommissariat für Gesundheit unterstellt war, fort. Sein Doktorvater war Sergei Nikolajewitsch Skadowski, Leiter des Labors für physikalisch-chemische Biologie am Institut für experimentelle Biologie und Direktor der hydrophysiologischen Station von Swenigorod. Als Doktorand untersuchte Winberg den Einfluss der ionischen Zusammensetzung der Umwelt auf die Lebensaktivität von Wasserorganismen im Rahmen des Gesamtprojekts von Skadowskis Labor, das physikalisch-chemische Ansätze in der Hydrobiologie beinhaltete. Kolzow und Skadowski hatten einen tiefgreifenden Einfluss auf die Entwicklung und die wissenschaftlichen Interessen Winbergs. Die nächste Phase seiner wissenschaftlichen Tätigkeit stand in Verbindung mit Ervin Bauer, der seine Doktorarbeit am Institut für Berufskrankheiten und später an der Russischen Staatlichen Medizinischen Universität und am Forschungsinstitut für experimentelle Medizin betreute. Unter der Leitung von Bauer untersuchte Winberg experimentell ein bekanntes Konzept von Max Rubner über das Stabilitätsverhältnis aus der Rate des Energiestoffwechsels (Sauerstoffverbrauch) und der Lebensspanne des Organismus. Später griff er die Fragestellung des Energiestoffwechsels bei Tieren wiederholt auf. Der Vektor seiner wissenschaftlichen Interessen, der auf die Energie lebender Systeme abzielte, wurde damals weitgehend gebildet. Dazu gehörten vor allem bioenergetische Ansätze für die Entstehung aquatischer Ökosysteme und die Analyse der Beziehungen zwischen Energiestoffwechsel, Wachstum und Ernährung von Wassertieren. Von 1935 bis 1940 leitete Winberg das Labor der Limnologischen Station Kossinski (Oblast Moskau), das zuvor von Leonid Leonidowitsch Rossolimo verwaltet wurde. 1938 verlieh ihm der Wissenschaftsrat der Moskauer Staatsuniversität auf der Grundlage seiner Veröffentlichungen den Titel eines Kandidaten der biologischen Wissenschaften.
Während des Großen Vaterländischen Kriegs hatte Winberg Kampfeinsätze an der Wolchow-, der Leningrader und an der dritten baltischen Front. Im Jahr 1944 beantragte die Biologische Abteilung der Akademie der Wissenschaften der Sowjetunion seine Entlassung aus dem Militärdienst, und er wurde in den Mitarbeiterstab der Biologischen Station Borok aufgenommen. Hier untersuchte Winberg die Entwicklung eines der größten künstlichen Wasserreservoirs der Sowjetunion, des Rybinsker Stausees. Im Jahr 1946 verteidigte Winberg seine Doktorarbeit zum Thema Biotisches Gleichgewicht von Materie und Energie, die in Fachkreisen große Anerkennung fand. Von 1947 bis 1967 leitete Winberg die Abteilung für Wirbellose Zoologie der Belarussischen Staatlichen Universität in Minsk.
Hier setzte er seine Studien über die Primärproduktion von Gewässern fort, wobei er den Schwerpunkt auf die praktischen Aspekte legte, vor allem auf die Untersuchung der Auswirkungen biogener Elemente auf die Primärproduktion. Dies ermöglichte es ihm, die Techniken zur Düngung von Teichen zu überarbeiten und ihre Fischkapazität zu erhöhen. Während seines Aufenthalts in Minsk veröffentlichte Winberg diverse Monographien mit den Titeln Primary Production of Water Bodies (1960) und Pond Fertilization (1965). In dieser Zeit setzte Winberg seine früheren Studien über den Energiestoffwechsel bei Wassertieren fort und formulierte mehrere Schlüsselkonzepte über Veränderungen des Sauerstoffverbrauchs in Abhängigkeit vom Körpergewicht. Im Jahr 1950 veröffentlichte Winberg die Schrift Metabolic Rate and Size in Crustaceans. Diese Arbeit wurde von einigen Biologen aufgrund seiner wegbereitenden Ansätze abgelehnt; dennoch war es die erste erfolgreiche Analyse mit quantitativen Methoden in der vergleichenden Bioenergetik. Später wurden solche Ansätze in der ökologischen Physiologie weithin akzeptiert. 
In seiner Monographie Metabolic Rate and Food Requirements in Fish, die 1956 von der Belarussischen Staatlichen Universität veröffentlicht und 1960 in Kanada neu aufgelegt wurde, weitete Winberg diese Ansätze auf Fische aus. Ein weiteres Thema, mit dem sich Winberg mehrfach beschäftigte, war die Wirkung der Temperatur auf den Energiestoffwechsel, das Wachstum und die Entwicklungsgeschwindigkeit. Dieser Zweig der ökologischen Physiologie war kompliziert, aber Winberg verarbeitete die verfügbaren Daten quantitativ und entwarf das allgemeine Modell der Temperaturabhängigkeit des Energiestoffwechsels, an dem sich die Forschung bis heute orientiert. Seine 20-jährige Tätigkeit an der Belarussischen Staatlichen Universität war besonders fruchtbar. In dieser Zeit entstanden die wichtigsten Arbeiten Winbergs über die Produktion und Erhaltung aquatischer Ökosysteme, den Energiestoffwechsel und das Wachstum von Wassertieren sowie den Einfluss von Umweltfaktoren auf den Energiestoffwechsel. Die Leistungen Winbergs bei der Gründung der belarussischen Schule der Hydrobiologie sind ebenso bedeutend. Vor allem dank seiner Bemühungen wurde Minsk zu einem bedeutenden hydrobiologischen Zentrum der Sowjetunion. In dieser Zeit kam Winberg auf die Analyse des Energiestoffwechsels und des Wachstums von Tieren zurück. Im Jahr 1966 stellte er eine Gleichung auf, die die wichtigsten Arten des Tierwachstums beschreibt: parabolisch, exponentiell und S-förmig. Diese Arbeit eröffnete eine neue Phase in der Wachstumstheorie und entwickelte das Pütter-Bertalanffy-Wachstumsmodell von 1920 weiter. 
1967 wurde Winberg vom Zoologischen Institut der Akademie der Wissenschaften der Sowjetunion nach Leningrad eingeladen, wo er das Labor für Süßwasser und experimentelle Hydrobiologie leitete. Das Hauptaugenmerk des Labors lag auf der Entwicklung des Energieproduktionsansatzes für die Untersuchung von Seen. Diese Tätigkeit gipfelte in den Monographien Biological Production of Northern Lakes (1975) und Fundamentals of Aquatic Ecosystem Studies (1979). 1971 veröffentlichten Winberg und Walles T. Edmondson, damaliger Professor an der University of Washington, ein Handbuch über Methoden zur Bewertung der sekundären Produktivität in Süßgewässern. Während dieser Zeit war Winberg Leiter der internationalen Sektion Süßwasserproduktion und war stark im International Biological Program involviert. Ab 1971 war Winberg Präsident der Nationalen Hydrobiologischen Gesellschaft der Akademie der Wissenschaften der Sowjetunion. 1977 verlieh ihm der XX. Kongress der Internationalen Vereinigung für theoretische und angewandte Limnologie in Kopenhagen die Naumann-Thienemann-Medaille.
1976 wurde Winberg zum korrespondierenden Mitglied der Akademie der Wissenschaften der Sowjetunion gewählt.